# Ataques en Líbano de septiembre de 2024
Los ataques en Líbano de septiembre de 2024 son una serie de bombardeos que aproximadamente 1500 ataques liderados por Israel contra posiciones de Hezbolá en el Líbano. Las Fuerzas de Defensa de Israel informaron que aviones israelíes atacaron 1600 posiciones de Hezbolá, destruyendo misiles de crucero, así como cohetes de largo y corto alcance y drones de ataque. Según el Ministerio de Salud libanés, estos ataques israelíes mataron al menos a 569 personas (incluidos 50 niños, 94 mujeres y 4 médicos) e hirieron al menos a 1.835. Los ataques también desplazaron a decenas de miles de civiles libaneses.
Israel advirtió que sus ataques contra Hezbolá se intensificarían y pidió a los civiles libaneses que abandonaran las zonas donde el grupo almacenaba armas. El primer ministro israelí Netanyahu se dirigió al pueblo libanés y afirmó: «La guerra de Israel no es contra ustedes; es contra Hezbolá», acusando al grupo de utilizar a civiles como escudos humanos. Instó a los residentes del sur del Líbano a evacuar hasta que se completara la operación, prometiendo que podrían regresar sanos y salvos más tarde.

## Antecedentes
El día después de los ataques de Hamás del 7 de octubre, Hezbolá, entró en el conflicto en apoyo de Hamás, disparando cohetes contra ciudades del norte de Israel y otras posiciones. Desde entonces, Hezbolá e Israel han participado en intercambios militares transfronterizos que han desplazado a comunidades enteras en Israel y el Líbano, causando daños importantes a edificios y terrenos a lo largo de la frontera.
El 17 y 18 de septiembre de 2024, miles de buscapersonas y walkie-talkies explotaron en una serie de explosiones coordinadas. Los ataques mataron a 42 personas e hirieron al menos a 3500, y afectaron tanto a civiles libaneses como a miembros de Hezbolá. Muchos informes señalan a Israel como responsable de las explosiones, aunque las autoridades israelíes niegan su participación. Hezbolá describió el acto como una posible declaración de guerra por parte de Israel y lanzó un ataque con cohetes contra el norte de Israel unos días después. El 20 de septiembre de 2024, Ibrahim Akil, jefe de la unidad de operaciones especiales de élite de Hezbolá, Redwan, y buscado por Estados Unidos por su participación en ataques terroristas de alto perfil en la década de 1980, fue asesinado en un ataque israelí en Beirut, junto con otros altos cargos. comandantes de unidad.

## Ataques

### Líbano
Las Fuerzas de Defensa de Israel declararon que atacaron 1300 emplazamientos militares de Hezbolá en el sur del Líbano y el valle de Bekah. Un ataque llegó hasta Biblos, al norte de Beirut. La primera ola de ataques comenzó a las 06:30 EET y tuvo como objetivo hospitales y ambulancias, según Firass Abiad, ministro de Salud libanés. Según la Oficina de las Naciones Unidas para la Coordinación de Asuntos Humanitarios (OCHA), se confirma que 83 civiles han muerto a causa de los ataques aéreos israelíes y 93.881 civiles han huido de sus hogares. Según la OCAH, los ataques israelíes dañaron infraestructura civil como instalaciones de agua, electricidad y telecomunicaciones.
Seis personas resultaron heridas cuando tres misiles impactaron en el barrio Beir al-Abed de Beirut. Los funcionarios israelíes dijeron que el ataque tenía como objetivo Ali Karaki, quien según Israel era el comandante del Frente Sur de Hezbolá, pero Hezbolá afirmó que sobrevivió al ataque.
Según se informa, Israel lanzó cinco ataques en Qaliya, en el valle occidental de Bekah, uno de los cuales alcanzó una casa residencial y mató a un padre y a su hija.
El 24 de septiembre, Israel llevó a cabo un ataque aéreo selectivo contra un bastión de Hezbollah al sur de Beirut, matando a seis personas e hiriendo a quince. Ibrahim Kubisi, jefe del Cuerpo de Misiles de Hezbolá, murió en el ataque aéreo  y tres pisos de su edificio quedaron destruidos.

### Israel
Hezbolá disparó un total de 150 cohetes contra Israel, Cisjordania y los Altos del Golán, hiriendo a cinco personas. Primero, disparó 35 cohetes hacia el norte de Israel, apuntando a bases y almacenes de las FDI, hiriendo levemente a un hombre en la Baja Galilea. Más tarde disparó alrededor de 80 cohetes, atacando varios lugares, incluidos Ariel y Karnei Shomron en la Cisjordania ocupada. El cuartel general del batallón de misiles y artillería en el cuartel de Yoav fue alcanzado por decenas de cohetes, al igual que los almacenes de la base militar de Nimra. Dos civiles palestinos resultaron heridos en un ataque con cohetes de Hezbolá en Deir Istiya. El cuartel general de la 146.ª División «Ha-Mapatz» también fue alcanzado por un ataque de Hezbolá.

## Víctimas
Al menos 558 personas murieron y 1.835 resultaron heridas, según el Ministerio de Salud Pública del Líbano. El ministerio añadió que también murieron 50 niños, 94 mujeres y varios médicos, pero no aclaró cuántos de los heridos eran militantes. La Universidad Libanesa anunció que dos estudiantes murieron en un ataque. Los ataques fueron los más mortíferos en el Líbano desde el final de la guerra civil libanesa de 1975-1990.
Ali Aburia y Mohammad Saleh, ambos altos comandantes de Hezbolá, murieron en los ataques aéreos. Mahmoud al Nader, comandante de campo de las Brigadas al-Qassam de Hamás, también fue asesinado en el sur del Líbano. Según informes, el jefe de la unidad de cohetes de Hezbolá, Ibrahim Qubaisi, también fue asesinado en Beirut.